# Чугалі
Чугалі́ — село в Україні, у Кременецькій міській громаді Кременецького району Тернопільської області. Розташоване на сході району за 12 км від районного центру і найближчої залізничної станції м. Кременець. До села приєднані два хутори з однаковою назвою Безіменний, Безіменний і Сокілля. До 2020 - центр Чугалівської сільської ради, якій було підпорядковано села Бонівка та Зеблази.
Населення — 257 осіб (2014).

## Історія
Перша письмова згадка про Чугалі датована 1545 р. Відома леґенда, що першим поселенцем був Макар Чугаль – знатний торговець, який отримав цей мальовничий куточок землі в нагороду за службу польському королеві. На одному з пагорбів, що нині називається Макарова, він заснував поселення. Цей пагорб височів над невеликим озером, розташованим між горами Вуглярка і Сокілля. А територію, яку згодом почали заселяти люди, назвали Чугалі.
Протягом 1920–1930 рр. у селі діяли філії “Просвіти” та інших товариств.
1 жовтня 1933 року утворено ґміну Угорськ Кременецького повіту і село включено до неї.
Від вересня 1939 р. Чугалі – під радянською владою, яка почала переслідування національно свідомих громадян.
Від кінця червня 1941 р. до березня 1944 р. село – під нацистською окупацією.
12 червня 2020 року, відповідно до розпорядження Кабінету Міністрів України № 724-р «Про визначення адміністративних центрів та затвердження територій територіальних громад Тернопільської області», увійшло до складу Кременецької міської громади.
19 липня 2020 року, в результаті адміністративно-територіальної реформи та ліквідації Кременецького (1940-2020) району, село увійшло до складу новоутвореного Кременецького району.

## Населення
За даними перепису населення 2001 року мовний склад населення села був таким:
| Мова       | Число ос. | Відсоток |
| ---------- | --------- | -------- |
| українська |           | 99,29    |
| російська  |           | 0,71     |

## Пам'ятки
- Поблизу села є козацька могила.
- церква св. Ольги (2005, мур.)
- пам'ятник воїнам-односельцям, полеглим у німецько-радянській війні (1975);

## Соціальна сфера
Працюють ЗОШ 1-2 ступ., клуб, бібліотека, ФАП, торговельний заклад.

## Галерея

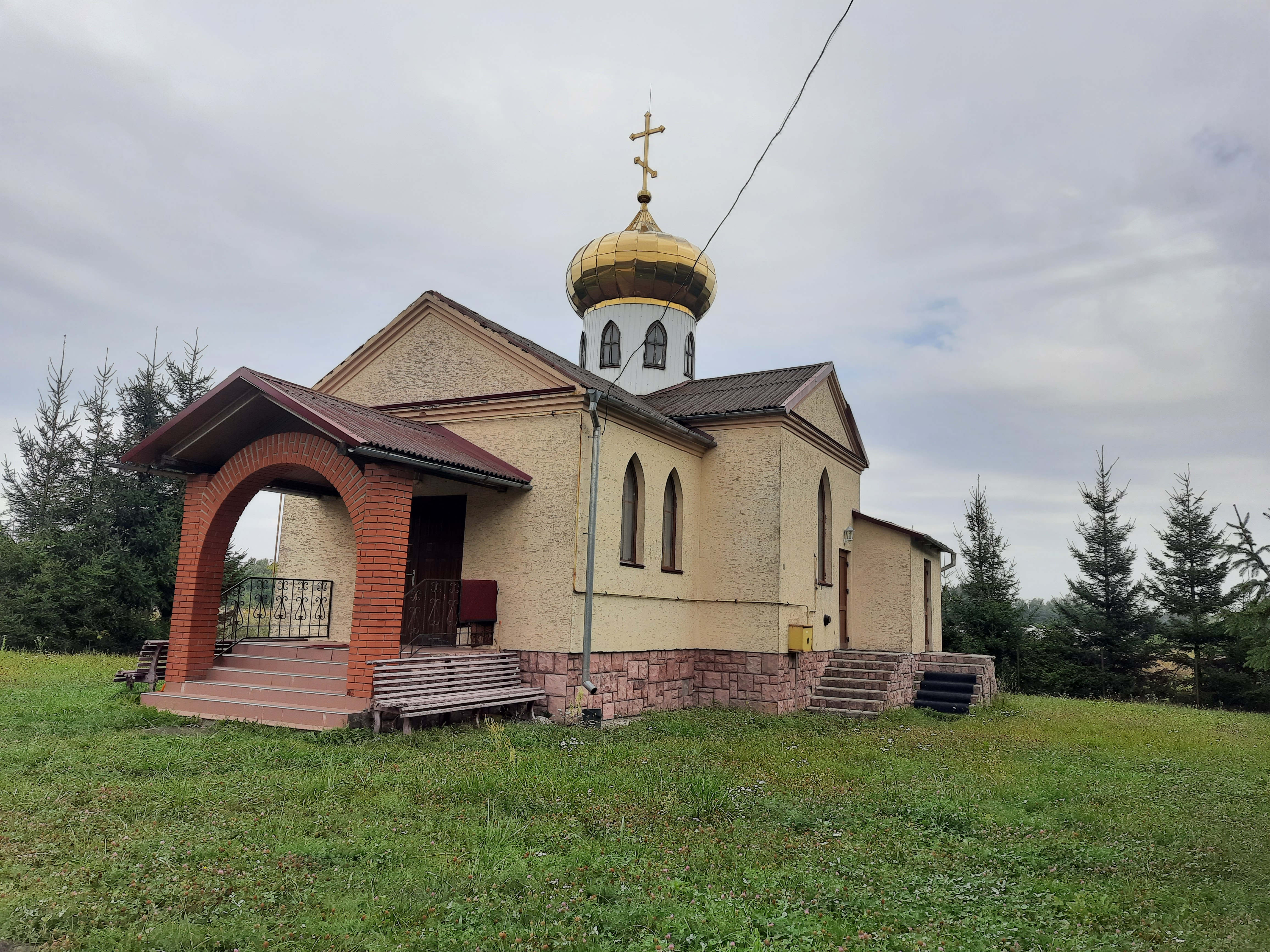
Церква Святої Ольги
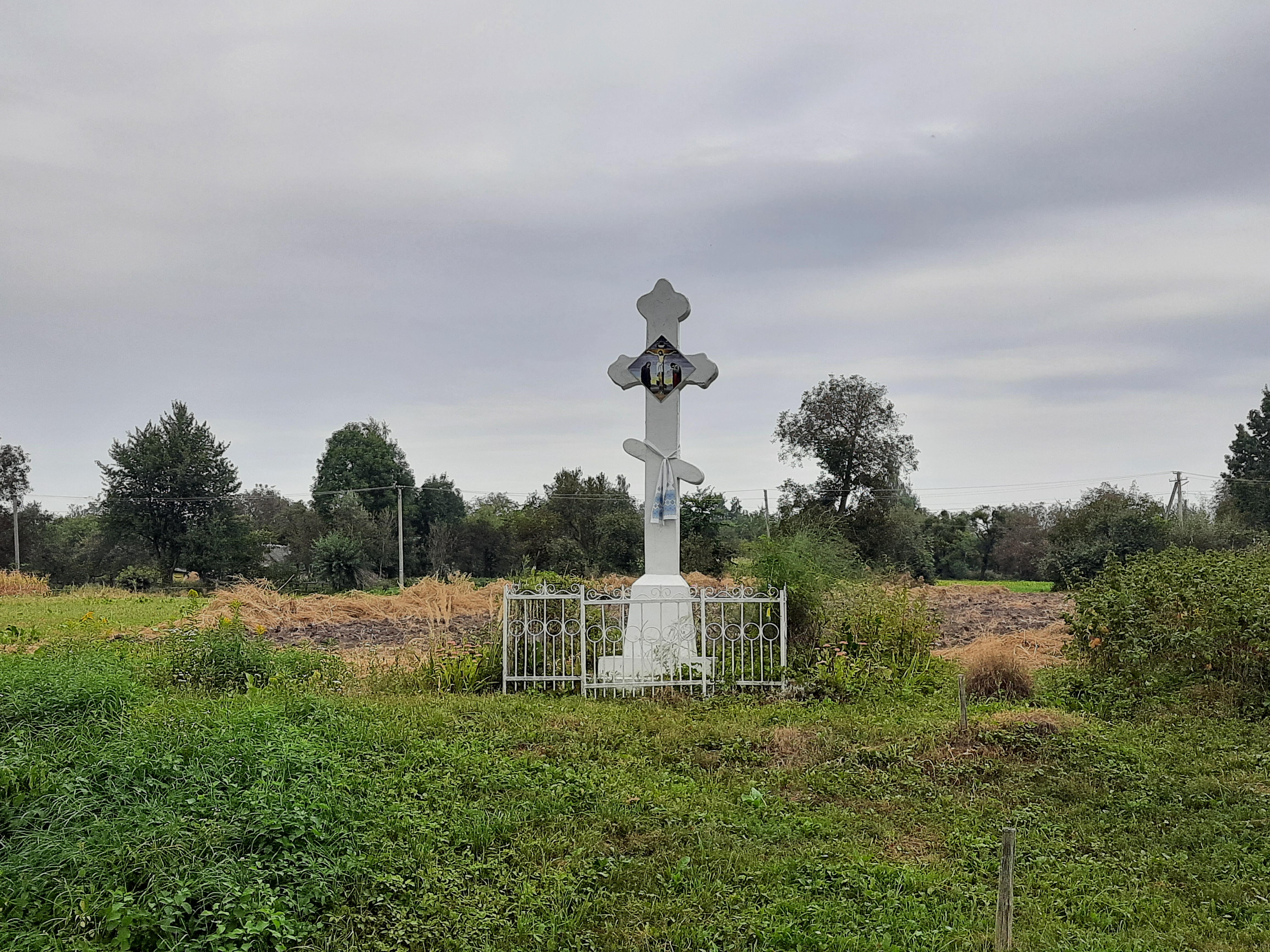
Пам'ятний хрест
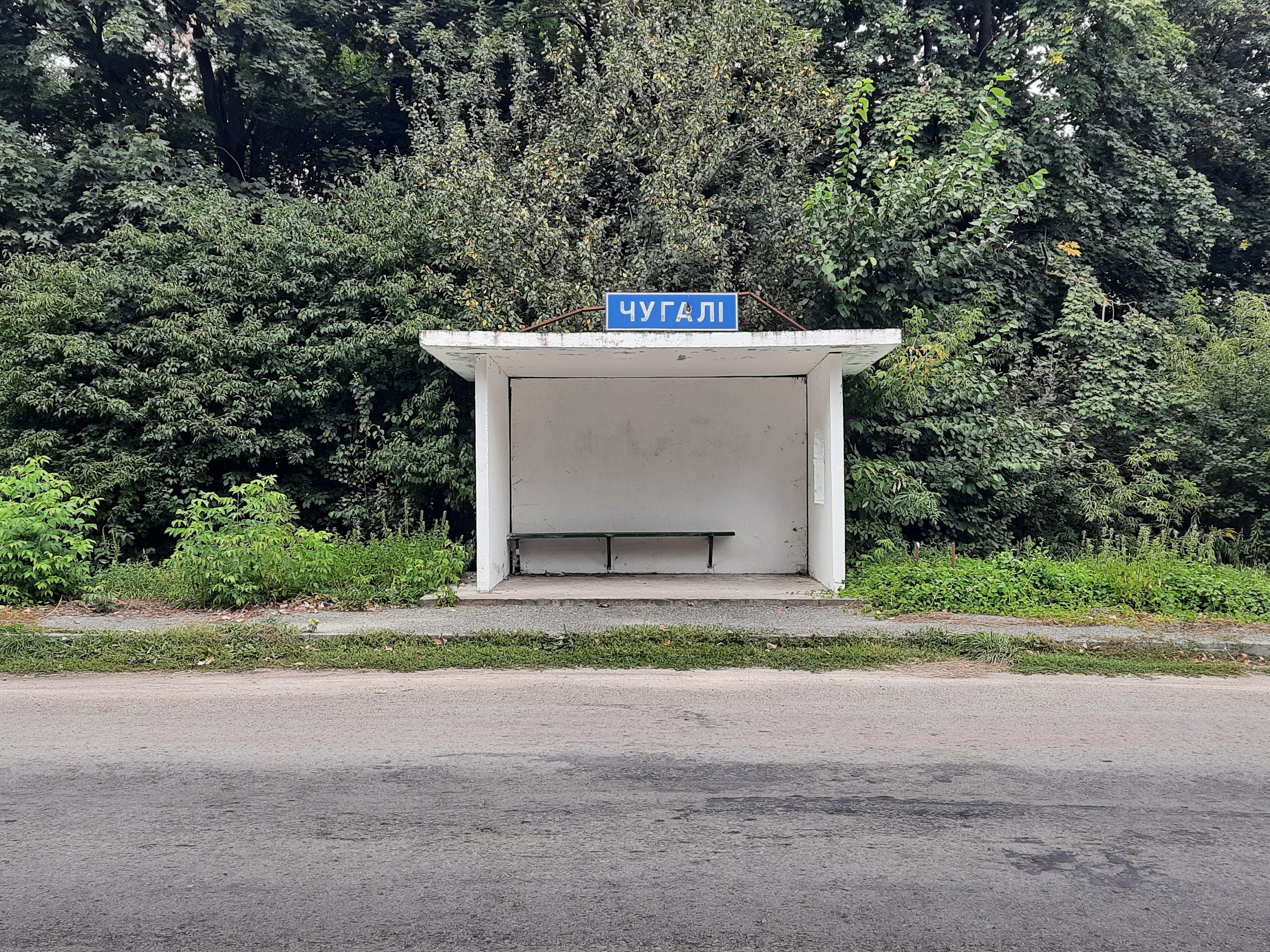
Автобусна зупинка
Сільська вулиця
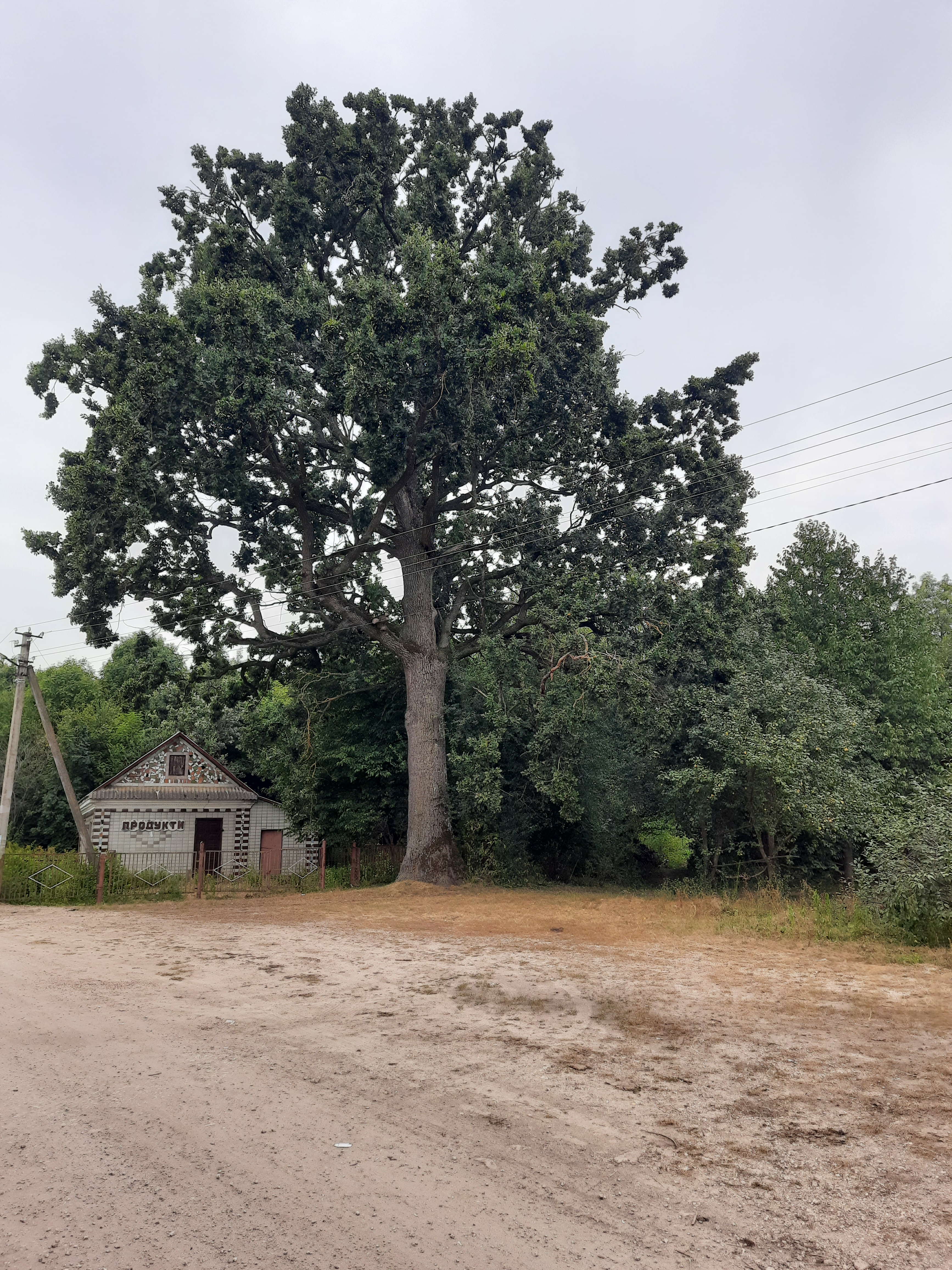
Віковічний дуб
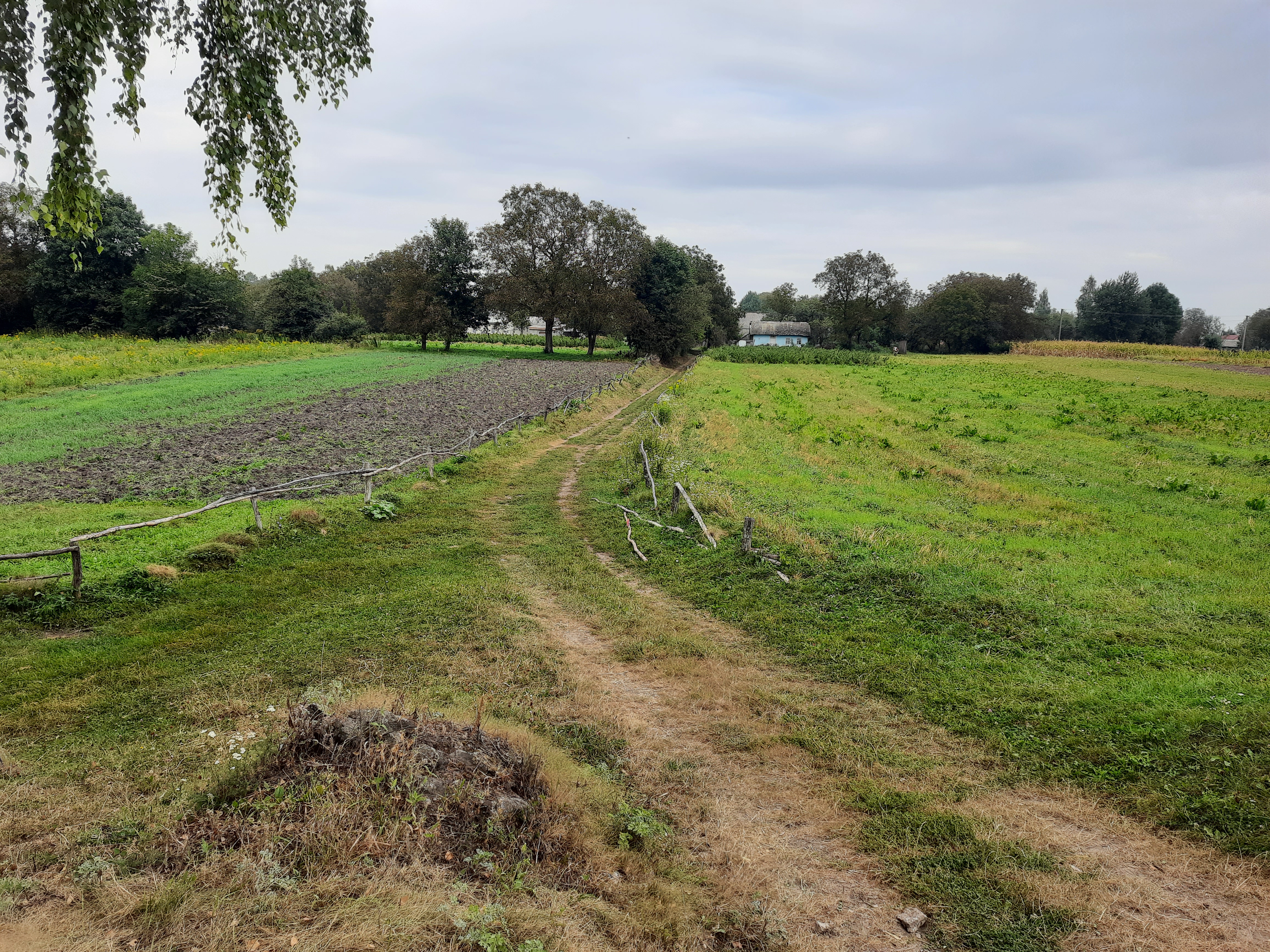
Краєвид села
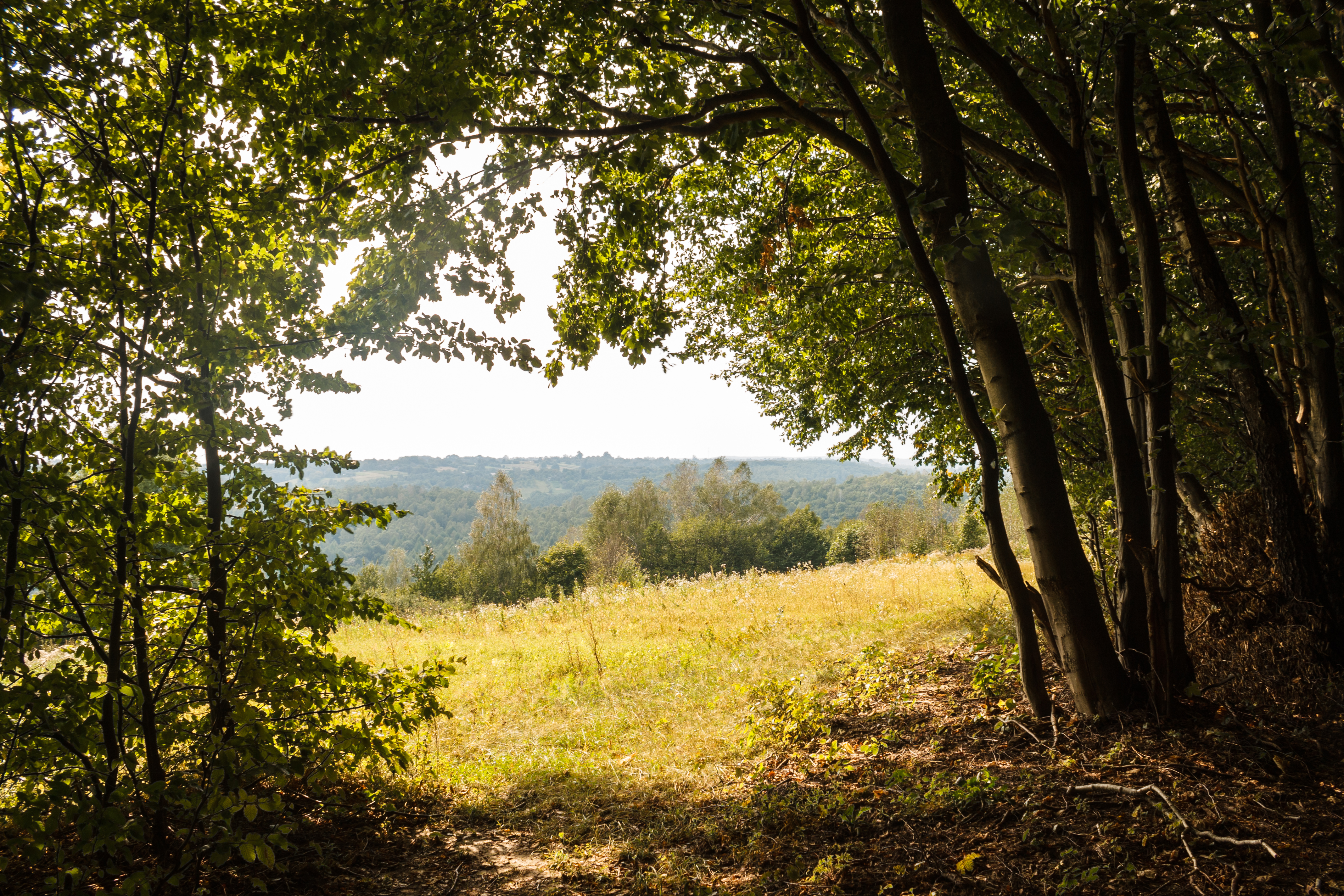
С.Чугалі. Національний природний парк «Кременецькі гори"
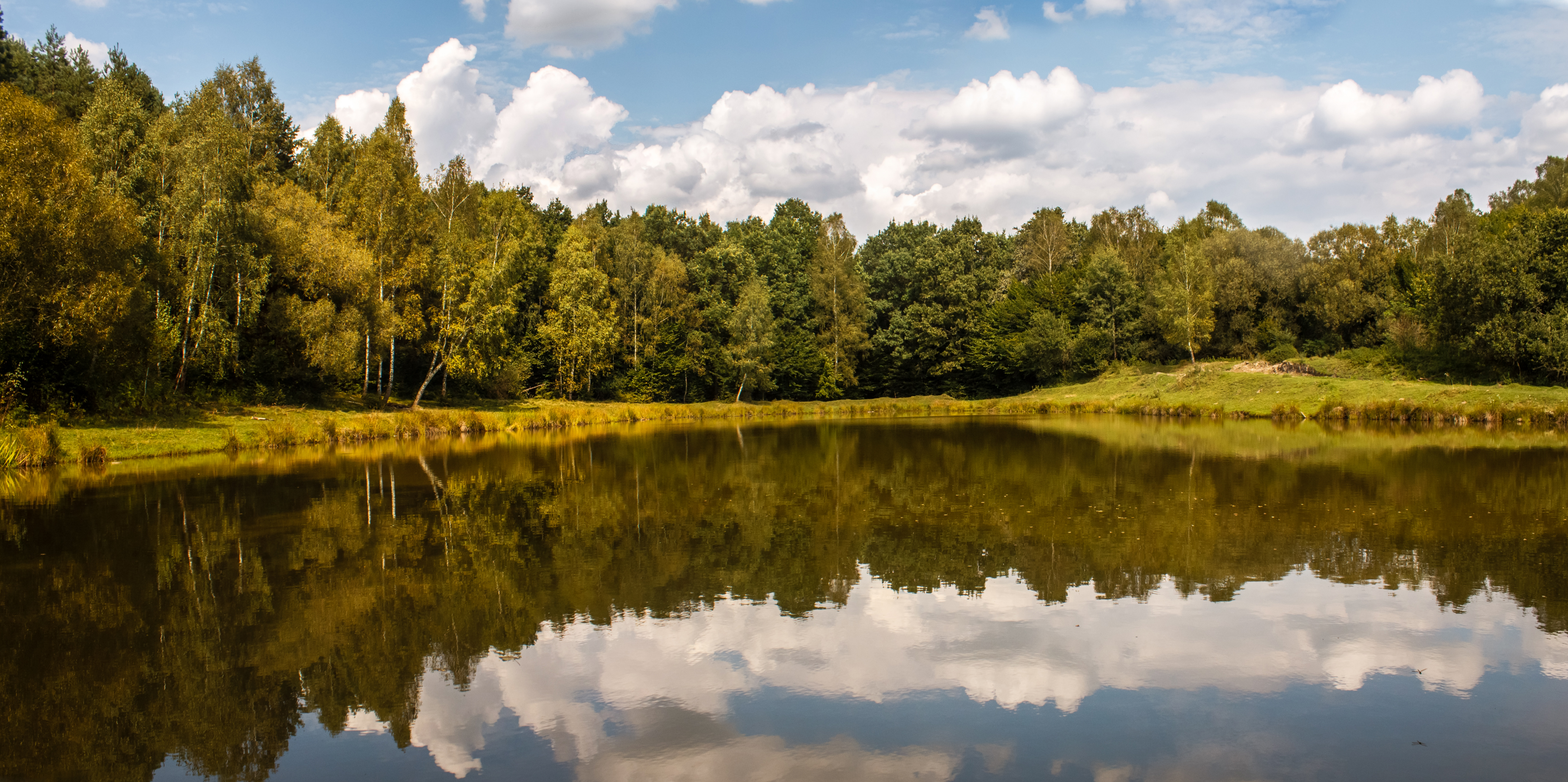
Озеро Махлянка в с. Чугалі. Національний природний парк "Кременецькі гори
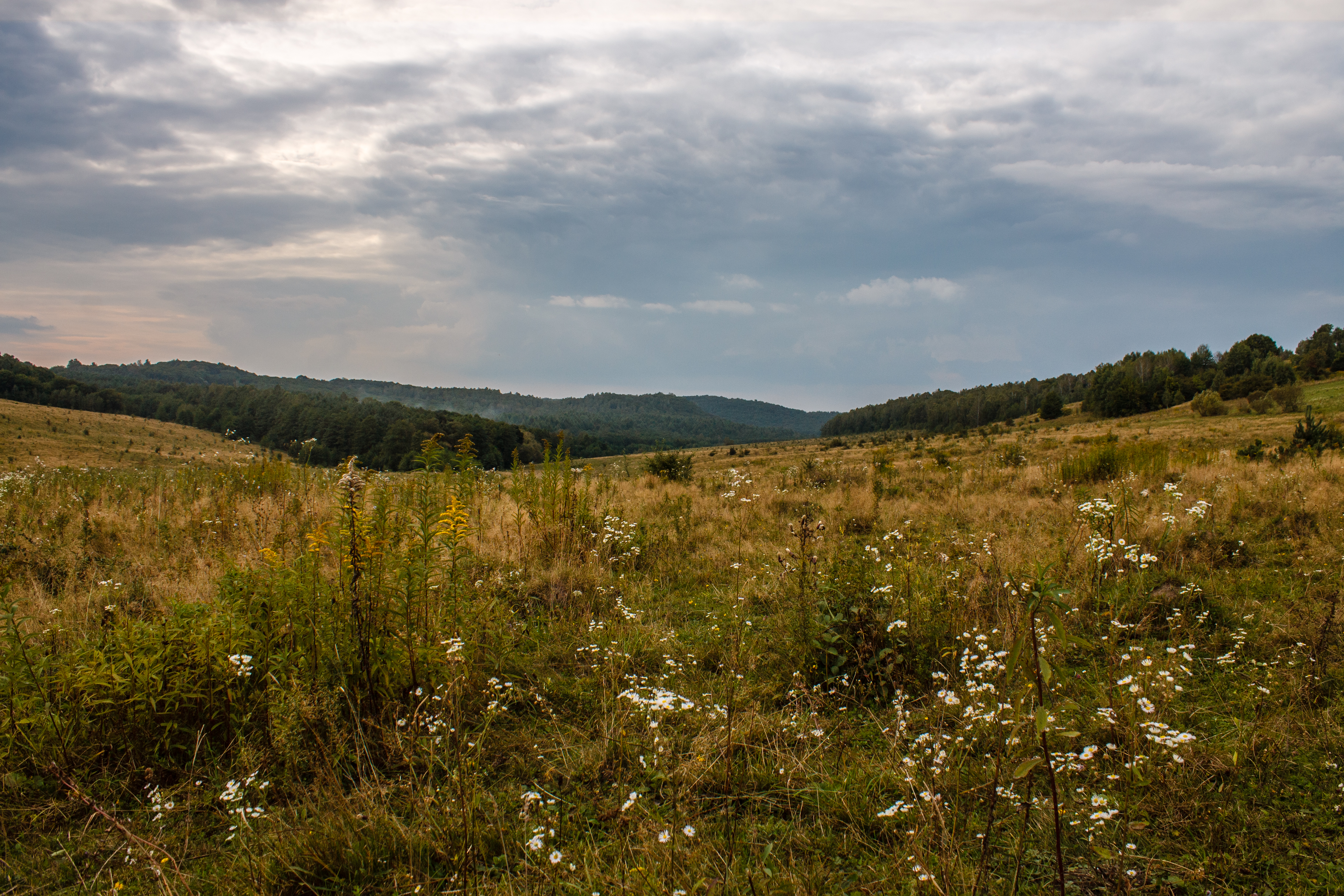
С.Чугалі. Національний природний парк «Кременецькі гори"